# Amazing Grace and Chuck
Amazing Grace and Chuck (bra: A Voz do Silêncio) é um filme dramático estadunidense de 1987, dirigido por Mike Newell.

## Sinopse
Chuck, um garoto de 12 anos de idade, em protesto pela existência de armas nucleares, se recusa a jogar beisebol, o que resulta na perda de um jogo pela Little League Baseball por sua equipe. "Amazing Grace" Smith, um jogador de basquete fictício de Boston Celtics, interpretado pelo astro da NBA Alex English, também se junta a ele no protesto e renuncia ao basquete profissional, o que lhe dá cobertura nacional e leva mais atletas a aderir ao protesto. 

## Elenco
- Jamie Lee Curtis — Lynn Taylor
- Gregory Peck — President
- William Petersen — Russell
- Red Auerbach — Himself
- Lee Richardson — Jeffries
- Joshua Zuehlke — Chuck Murdock
- Alex English — Amazing Grace Smith
- Alan Autry — George
- Michael Bowen — Hot Dog
- Dennis Lipscomb — Johnny B. Goode
- Frances Conroy — Pamela